# جام خوان گمپر ۲۰۲۲
جام خوان گمپر ۲۰۲۲ ، ۵۷امین دوره‌‌ی جام خوان گمپر بود . این جام هر سال به عنوان بازی دوستانه در ماه اوت برگزار می گردد‌. در این بازی ، تیم اسپانیایی و میزبان  بارسلونا در مقابل تیم مکزیکی پوماس قرار گرفت.

## جزئیات مسابقه
| بارسلونا                                                                       | ۰-۶   | پوماس |
| ------------------------------------------------------------------------------ | ----- | ----- |
| - لواندوفسکی ۳' - پدری ۵' - دمبله ۱۰' - پدری ۱۹' - اوبامیانگ ۴۹' - دی یونگ ۸۴' | گزارش |       |

| بارسلونا | پوماس |